# Филипп I Тарентский
Филипп I Тарентский (фр. Philippe I d'Anjou; 10 ноября 1278 — 26 декабря 1332) — титулярный император Константинополя (как Филипп II), деспот Эпира, князь Албании, князь Ахейи (как Филипп II) и Таранто, сеньор Дураццо.

## Первый брак
Филипп был сыном неаполитанского короля Карла II и Марии Венгерской, дочери венгерского короля Иштвана V. Отец планировал сделать его императором Восточного Средиземноморья, и потому 4 февраля 1294 года даровал ему в Экс-ан-Провансе титул «князя Таранто», а 12 июля 1294 года сделал викарием-генералом Сицилийского королевства. В тот же день Филипп женился по доверенности на Тамаре Ангелине Комнине, дочери эпирского деспота Никифора I Комнина Дуки, который, опасаясь Византийской империи, искал покровительства Анжуйской династии. 13 августа 1294 года Филипп и Тамара поженились лично в Л’Акуиле. После свадьбы Карл передал Филиппу сюзеренитет над Ахеей и Албанией, а также права на Латинскую империю и на Влахию. Никифор дал в качестве приданого дочери этолийские крепости Воница, Врахова, Гирокастра и Навпакт, а также согласился, чтобы после его смерти наследование шло бы по линии дочери, а не по линии сына Фомы. После смерти Никифора в 1297 году Филипп взял титул «Деспот Романии», предъявив права на Эпир, Этолию, Акарнанию и Влахию, однако византийская вдова Никифора Анна Кантакузина провозгласила деспотом Эпира сына Фому, а сама стала регентом.

## Война Сицилийской вечерни
Будучи викарием-генералом Сицилии, Филипп принял участие во вторжении на этот остров на завершающей стадии войны Сицилийской вечерни, но после того, как в 1299 году Федериго Сицилийский разбил армию вторжения в сражении у Фальконарии — попал в плен, из которого освободился лишь после того, как в 1302 году был подписан Кальтабеллотский договор.

## Балканские приключения
В 1306 году Карл II отобрал Ахейское княжество у своего вассала Изабеллы де Виллардуэн и её мужа и сделал Филиппа князем Ахейским. Вскоре после этого Филипп совершил свой единственный визит в Ахею, принял в Гларенце вассальные клятвы и отправился в неудачный поход против Эпирского деспотата. Он оставил Ги II де Ла Рош, герцога Афинского, своим бальи в Ахейе.

## Второй брак
В 1309 году Филипп обвинил жену Тамару в супружеской неверности и развёлся с ней. Это дало толчок к сложным брачным комбинациям. Екатерина де Валуа-Куртене была помолвлена с Гуго V, герцогом Бургундии и титулярным королём Фессалоник; эта помолвка была разорвана, и 29 июля 1313 года Екатерина вышла в Фонтенбло замуж за Филиппа. В качестве компенсации за разрыв помолвки права на Куртене и прочие наследственные владения Екатерины были переданы сестре Гуго V Бургундского, Жанне, которая вышла замуж за Филиппа Валуа, единокровного брата Екатерины де Куртене; сам Гуго был обручён с другой Жанной, графиней Бургундии и Артуа. Ахейское княжество Филипп передал (сохранив, однако, над ним сюзеренитет) Матильде, дочери Изабеллы де Виллардуэн, которая вышла замуж за брата Гуго — Людовика, при этом если у пары не будет наследника, княжество после их смерти должно было вернуться Бургундскому дому, и Матильда не имела права на повторное замужество без разрешения сюзерена.

## Война гвельфов и гибеллинов
В 1315 году старший брат Филиппа Роберт отправил его во главе армии на помощь Флоренции, которым угрожали пизанцы, возглавляемые Угуччоне делла Фаджуола. 29 августа 1315 года флорентийско-неаполитанская армия была разбита в сражении при Монтекатини, в этой битве погибли младший брат Филиппа, Пьетро, и старший сын, Карл Тарентский.

## Франкская Греция
Смерть Людовика Бургундского без наследников в 1316 году расстроила планы анжуйцев по поводу Ахеи. Роберт Неаполитанский предложил Матильде вступить в брак с Иоанном Гравина, младшим братом Филиппа. Когда она отказалась, то была похищена и привезена в Неаполь. После долгих уговоров и угроз Матильда была вынуждена в 1318 году дать согласие на брак, после чего Федерико Трогизио был отправлен в Ахею как новый бальи. В 1320 году Эд IV, герцог Бургундии, после нескольких протестов согласился продать свои права на Ахею и Фессалоники Людовику, графу Клермон, за 40 000 ливров. Однако Филипп купил претензии на Ахею за ту же сумму в 1321 году. Тем временем упорная Матильда де Эно был доставлен к папскому двору в Авиньоне, где показала, что тайно вышла замуж за бургундского рыцаря Гуго де Ла Палес. Её брак с Иоанном был аннулирован, но её тайный брак стал предлогом для конфискации Ахеи анжуйцами. Матильда провела остаток своей жизни как пленница в Неаполе, чтобы предотвратить возрождение её претензий.
Пытаясь восстановить Латинскую империю, в 1318 году Филипп заключил союз со своим племянником Карлом Робертом, но это ни к чему не привело. Чуть позже он заручился поддержкой сеньора Хиоса — Мартино Дзаккарии. Однако и этот союз не дал никаких результатов и все договоренности остались чисто символическими.
В 1330 году умер последний сын Филиппа от первого брака, что вернуло Филиппу титул «Деспот Романии». В 1332 году скончался и он сам. Все его права и титулы перешли к его старшему сыну от второго брака, Роберту Тарентскому.

## Семья и дети
В 1294 году Филипп женился на Тамаре Ангелине Комнине. Дети:
- Карл (1296—1315), князь Ахейский, викарий Романии
- Филипп (1297—1330), деспот Романии
- Джованна (англ., 1297—1317), которая вышла замуж за армянского царя Ошина
- Маргарита (1298—1340), которая вышла замуж за Готье VI де Бриенна, титулярного герцога Афинского
- Бланка (1309—1337), которая вышла замуж за Рамона Беренгера из Арагона

В 1313 году Филипп женился на Екатерине де Валуа-Куртене. Дети:
- Роберт (1319—1364), князь Таранто, титулярный император Константинополя
- Людовик (1320—1362), князь Таранто, король Неаполя (по праву жены)
- Маргарет (ок.1325-1380), в первом браке замужем за шотландским королём Эдуардом Баллиоли, во втором браке замужем за Франсуа де Бо, герцогом Андрии
- Мари (1327-?), умерла в детстве
- Филипп (1329—1374), титулярный император Константинополя